# Vasil Stanko
Vasil Stanko (* 17. března 1962, Myjava) je slovenský fotograf, žijící v Praze. 

## Život a tvorba
V letech 1977–1981 studoval na střední umělecko-průmyslové škole v Bratislavě a pak do roku 1988 fotografii u profesora Jána Šmoka na pražské Akademii múzických umění. Fotografuje akty a figurální kompozice. Patří do skupiny fotografů označované jako slovenská nová vlna spolu s Tono Stanem, Rudo Prekopem, Kamilem Vargou, Miro Švolíkem a Peterem Župníkem, kteří v první polovině 80. let bourali zaběhnutá klišé inscenované fotografie.

### Publikace
- STANKO, Vasil. Ako zaobchádzať s domorodcami. Louny: Galerie Benedikta Rejta, 1991. ISBN 80-85051-01-X.
- STANKO, Vasil. Vasil Stanko. [s.l.]: Vasil Stanko, 2002.
- STANKO, Vasil. Příběhy pozpátku. Praha: Print Design & Production, 2008. ISBN 978-80-904146-0-0.